# Pedro Astray López
Pedro Astray López (nacido el 18 de marzo de 1992) es un futbolista español que juega como centrocampista en la Gimnástica Segoviana CF.

## Trayectoria
Nacido en Vitoria, Álava, España Astray se unió a la instalación juvenil del Atlético de Madrid en el año 2005, a los 13 años de edad.

### Club Atlético de Madrid "C"
Hizo su debut de alto nivel con el equipo-C en la temporada 2011-12, en Tercera División.

### Club Unión Collado Villalba
En agosto de 2013, el agente libre Astray firmó por CU Collado Villalba, también en la cuarta división.

### Getafe Club de Fútbol "B"
El 31 de enero de 2014 se trasladó a Getafe CF B, en Segunda División B.

### Getafe Club de Fútbol
El 7 de enero de 2015 Astray jugó su primer partido con el equipo principal, de entrar como sustituto de Diego Castro en un empate 1-1 ante la UD Almería, para la Copa del Rey de la temporada.

### Xerez Deportivo FC
El 8 de julio de 2019 ficha por el Xerez DFC para jugar en el grupo andaluz occidental de la Tercera División.

### Gimnástica Segoviana
El 27 de enero de 2020 se anuncia su fichaje por la Gimnástica Segoviana CF que juega en el grupo VIII de Tercera División. A final de temporada fue descartado para la temporada 2020-21.

### Unió Atlètica d'Horta
La temporada 2020-21 la comenzó en el Unió Atlètica d'Horta de Tercera División (grupo V).

### Zamora Club de Fútbol
El 26 de enero se anunció su fichaje hasta final de temporada por el Zamora Club de Fútbol de Segunda División B.

## Clubes

### Carrera juvenil
| Club                       | País   | Periodo   |
| -------------------------- | ------ | --------- |
| Real Madrid Club de Fútbol | España | 2002-2005 |
| Club Atlético de Madrid    | España | 2005-2011 |

### Carrera profesional
| Club                          | País       | Periodo   |
| ----------------------------- | ---------- | --------- |
| Atlético de Madrid C          | España     | 2011-2013 |
| Unión Collado Villalba        | España     | 2013-2014 |
| Getafe CF B                   | España     | 2014-2016 |
| FK Senica                     | Eslovaquia | 2016-2017 |
| UD San Sebastián de los Reyes | España     | 2017      |
| CD Guadalajara                | España     | 2017-2018 |
| CDA Navalcarnero              | España     | 2018-2019 |
| Stuttgarter Kickers           | Alemania   | 2019      |
| Xerez DFC                     | España     | 2019-2020 |
| Gimnástica Segoviana CF       | España     | 2020      |
| Unió Atlètica d'Horta         | España     | 2020-2021 |
| Zamora Club de Fútbol         | España     | 2021-2022 |